# سیمون لوریا
سیمون لوریا (انگلیسی: Simone Loria؛ زادهٔ ۲۸ اکتبر ۱۹۷۶) بازیکن فوتبال اهل ایتالیا است.
از باشگاه‌هایی که در آن بازی کرده‌است می‌توان به باشگاه فوتبال تورینو، باشگاه فوتبال لچه، باشگاه فوتبال یوونتوس، باشگاه فوتبال آ.اس. رم، باشگاه فوتبال بولونیا، البیا کالچو ۱۹۰۵، باشگاه فوتبال روبور سیه‌نا، باشگاه فوتبال کالیاری، و باشگاه فوتبال آتالانتا اشاره کرد.